# Hitlerjugends hedersutmärkelse
Hitlerjugends hedersutmärkelse var en utmärkelse som instiftades 1929 av Baldur von Schirach och utdelades till personer som hade gjort särskilda insatser för Hitlerjugend.
Utmärkelsen fanns i tre klasser:
- Hitlerjugends hedersutmärkelse
- Hitlerjugends gyllene hedersutmärkelse
- Hitlerjugends gyllene hedersutmärkelse med eklöv

## Mottagare (i urval)
- Adolf Hitler
- Heinrich Himmler
- Arthur Axmann
- Baldur von Schirach
- Albert Speer
- Gottlob Berger